# اقتصاد الفلبين
اقتصاد الفلبين هو الرقم 36 في العالم من حيث الناتج المحلي الإجمالي الاسمي وفقًا لتقديرات عام 2019 لإحصائيات صندوق النقد الدولي، والثالث عشر في آسيا، وثالث أكبر اقتصاد في رابطة دول جنوب شرق آسيا بعد إندونيسيا وتايلاند. الفلبين هي أحد الأسواق الناشئة وسادس أغنى دولة في جنوب شرق آسيا من حيث نصيب الفرد من الناتج المحلي الإجمالي، بعد البلدان الإقليمية سنغافورة وبروناي وماليزيا وتايلاند وإندونيسيا.
تعتبر الفلبين في المقام الأول دولة صناعية حديثة العهد، لديها اقتصاد يمر بمرحلة انتقالية من اقتصاد يعتمد على الزراعة إلى اقتصاد يعتمد أكثر على الخدمات والتصنيع. بحسب أرقام عام 2017، قدّر الناتج المحلي الإجمالي حسب تعادل القوة الشرائية بنحو 874 مليار دولار.
تشمل الصادرات الأساسية أشباه الموصلات والمنتجات الإلكترونية ومعدات النقل والملابس ومنتجات النحاس والمنتجات البترولية وزيت جوز الهند والفواكه. من بين الشركاء التجاريين الرئيسيين للفلبين نجد اليابان والصين والولايات المتحدة وسنغافورة وكوريا الجنوبية وهولندا وهونغ كونغ وألمانيا وتايوان وتايلاند. عُدّت الفلبين واحدة من اقتصادات شبل النمر مع إندونيسيا وماليزيا وفيتنام وتايلاند، وهي حاليًا أحد أسرع الاقتصادات نموًا في آسيا. مع ذلك، لا تزال هناك مشاكل كبيرة تواجهها، خاصة في ما يتعلق بتخفيف التفاوت الكبير بالدخل والنمو بين المناطق المختلفة في البلاد والطبقات الاجتماعية والاقتصادية، والحد من الفساد والاستثمار في البنية التحتية اللازمة لضمان النمو في المستقبل.
من المتوقع أن يكون الاقتصاد الفلبيني خامس أكبر اقتصاد في آسيا والرقم 16 في العالم بحلول عام 2050. وفقًا لبرايس ووترهاوس كوبرز، يقدر أن هذا الاقتصاد سيكون من بين أغنى 12 أو 14 اقتصادًا في العالم بحلول عام 2060. يتعارض هذا التقرير مع تقارير أخرى أعدتها مجموعة إتش إس بي سي البريطانية التي تقول إنه بحلول عام 2050، سيتجاوز اقتصاد الفلبين اقتصاد إندونيسيا لأن معدل النمو في الفلبين البالغ 6.5% أكبر من نظيره الإندونيسي وهو الثاني بعد معدل النمو في الصين. مع ذلك، قد تتغير هذه الأرقام اعتمادًا على الأداء الحكومي كل عام.

## قطاعات الاقتصاد
كدولة حديثة العهد صناعيًا، لا يزال القطاع الزراعي كبيرًا في الفلبين، لكن الخدمات بدأت تهيمن على الاقتصاد. يعتمد جزء كبير من القطاع الصناعي على عمليات المعالجة والتجميع في تصنيع الإلكترونيات وغيرها من مكونات التكنولوجيا الفائقة، عادةً من الشركات الأجنبية متعددة الجنسيات.
يُعد الفلبينيون الذين يسافرون إلى الخارج للعمل -والمعروفون باسم الفلبينيين العاملين في الخارج- مساهمين مهمين في الاقتصاد، لكنهم غير مذكورين في مناقشة قطاعات الاقتصاد الفلبيني أدناه. أسهمت تحويلات الفلبينيين العاملين في الخارج بالنمو الاقتصادي الأخير في الفلبين، ما أدى إلى تحسين وضع الاستثمار ورفع التصنيفات التي تضعها وكالات التصنيف الائتماني مثل مجموعة فيتش وستاندرد آند بورز. حول الفلبينيون في الخارج في عام 1994 أكثر من ملياري دولار إلى الفلبين. أرسل الأمريكيون من أصل فلبيني 43٪ من جميع تحويلاتهم المالية إلى الفلبين في 2012، والتي بلغ مجموعها 10.6 مليار دولار أمريكي.

### الزراعة
توظف الزراعة 23٪ من القوى العاملة الفلبينية في عام 2021. مثلت الزراعة 11٪ من الناتج المحلي الإجمالي للفلبين في عام 2014. ويتراوح نوع النشاط من زراعة الكفاف الصغيرة وصيد الأسماك إلى المشاريع التجارية الكبيرة التي تركز بشكل كبير على التصدير.
الفلبين هي أكبر منتج في العالم لجوز الهند بإنتاج يبلغ 19,500,000 طن عام 2009. يتركز إنتاج جوز الهند في الفلبين بشكل عام في المزارع متوسطة الحجم. تعدّ الفلبين أكبر منتج في العالم للأناناس، فقد أنتجت 2,458,420 مليون طن متري عام 2013.
يُعد إنتاج الأرز في الفلبين مهمًا لإمدادات الغذاء في البلد وللاقتصاد. تعد الفلبين ثامن أكبر منتج للأرز في العالم، إذ تمثل 2.8٪ من إنتاج الأرز العالمي. في نفس الوقت، كانت الفلبين أكبر مستورد للأرز في العالم عام 2010. الأرز هو أهم محصول غذائي، وهو طعام رئيسي في معظم أنحاء البلاد. يُنتَج على نطاق واسع في لوزون (خاصة لوزون الوسطى) وغرب فيساياس إضافة إلى جنوب مينداناو ووسطها.
تُعتبر الفلبين أحد أكبر منتجي السكر في العالم. زرعت 17 محافظة على الأقل تقع في ثماني مناطق في البلاد محاصيل قصب السكر، تمثل منطقة جزيرة نيجروس نصف إنتاج البلاد الإجمالي. بحسب أرقام عامي 2012 - 2013، عملت في الفلبين 29 مطحنة مقسمة على النحو التالي: 13 مطحنة في نيجروس، 6 مطاحن في لوزون، 4 مطاحن في باناي، 3 مطاحن في فيساياس الشرقية و3 مطاحن في مينداناو. يخصص في الفلبين من 360,000 إلى 390,000 هكتار لإنتاج قصب السكر. يمكن العثور على أكبر مساحات قصب السكر في منطقة جزيرة نيجروس التي تمثل 51٪ من مساحات قصب السكر المزروعة. يلي ذلك مينداناو التي تمثل 20٪  ولوزون بنسبة 17٪ وباناي بنسبة 7٪ وفيساياس الشرقية بنسبة 4٪.

### الصناعة

#### بناء وصيانة السفن
الفلبين لاعب رئيسي في صناعة بناء السفن العالمية حيث ان لديهها أحواض بناء السفن في سوبيك وسيبو وباتانغاس. أصبحت في عام 2010 رابع أكبر دولة لبناء السفن. تبنى في  أحواض بناء السفن الفلبينية ناقلاتٌ للبضائع وسفن الحاويات والعبارات الكبيرة للركاب. بدأت هانجن الكورية الجنوبية إنتاج 20 سفينة في سوبيك في عام 2007 طلبتها شركات الشحن الألمانية واليونانية. تقوم أحواض بناء السفن في البلاد الآن ببناء سفن مثل ناقلات البضائع وسفن الحاويات وعبارات الركاب الكبيرة. حوض بناء سفن جنرال سانتوس مخصص بشكل أساسي لإصلاح وصيانة السفن.
من المتوقع أن يستوعب مجمع نافوتاس في مترو مانيلا 96 سفينة لإصلاح.

#### المركبات
تصنّع أنظمة منع انغلاق المكابح المستخدمة في سيارات مرسيديس وبي إم دبليو وفولفو في الفلبين. أبرز شركات صناعة السيارات في البلاد هي تويوتا وميتسوبيشي ونيسان وهوندا. تنتج شركتا كيا وسوزوكي سيارات صغيرة في البلاد، وتنتج شركة إيسوزو سيارات الدفع الرباعي هناك. تنتج هوندا وسوزوكي دراجات نارية في الفلبين. توقّع تقرير كندي لأبحاث السوق عام 2003 أنه من المتوقع زيادة الاستثمارات في قطاع المركبات في السنوات القادمة. تبيع تويوتا معظم سياراتها في السوق المحلية. ارتفعت مبيعات السيارات في الفلبين من 165,056 وحدة عام 2011 إلى أكثر من 180,000 وحدة عام 2012. أعلنت شركة ميتسوبيشي موتورز العملاقة لصناعة السيارات في اليابان أنها ستعمل على توسيع عملياتها في الفلبين.

#### صناعة الطيران
المنتجات الجوية أو منتجات الطيران في الفلبين مخصصة للتصدير وتتضمن تصنيع أجزاء لطائرات بوينغ وإيرباص. أكبر شركة للصناعات الفضائية هي موغ، ولها قاعدة في باغيو في منطقة كورديليرا. تنتج الشركة مشغلات الطائرات في منشأة التصنيع الخاصة بها. عام 2011، بلغ إجمالي الصادرات من منتجات الطيران في الفلبين 3 مليارات دولار أمريكي.

#### الإلكترونيات
يعمل مصنع تكساس إنسترومنتس في باجيو منذ 20 عامًا وهو أكبر منتج لمعالجات الإشارات الرقمية في العالم. ينتج هذا المصنع جميع الرقائق المستخدمة في هواتف نوكيا المحمولة و80٪ من الرقائق المستخدمة في الهواتف المحمولة لشركة إيريكسون في العالم. حتى عام 2005، صُنّعت أجهزة الكمبيوتر المحمولة من توشيبا في سانتا روزا، لاغونا. ينصب تركيز المصنع الفلبيني حاليًا على إنتاج الأقراص الصلبة. تمتلك الشركة المصنعة للطابعات «ليكسمارك» مصنعًا في ماكتان في منطقة سيبو. تتركز صناعة الإلكترونيات والصناعات الخفيفة الأخرى في لاغونا وكافيت وباتانجاس وغيرها من مقاطعات كالابارزون.

### التنقيب والاستخراج
البلاد غنية بالموارد المعدنية والطاقة الحرارية الأرضية. عام 2003، أنتجت الفلبين 1931 ميجاوات من الكهرباء من مصادر الطاقة الحرارية الأرضية (27 ٪ من إجمالي إنتاج الكهرباء) لتكون في المرتبة الثانية عالميًا بعد الولايات المتحدة. أضف إليها أن احتياطيات الغاز الطبيعي المكتشفة حديثًا في حقول النفط قبالة جزيرة بالاوان تستخدم بالفعل لتوليد الكهرباء في ثلاث محطات تعمل بالغاز. تعد مكامن الذهب والنيكل والنحاس والبلاديوم والكروميت الفلبينية من بين أكبر الرواسب في العالم. تشمل المعادن المهمة الأخرى الفضة والفحم والجبس والكبريت. تمتلك الفلبين مكامن كبيرة من الطين والحجر الجيري والرخام والسيليكا والفوسفات.

### السياحة
تُعد السياحة قطاعًا مهمًا للاقتصاد الفلبيني، حيث ساهمت بنسبة 5.2٪ من الناتج المحلي الإجمالي للبلاد في عام 2021؛ كان هذا أقل من نسبة 12.7٪ المسجلة في عام 2019 قبل جائحة فيروس كورونا. تشتهر البلاد بتنوعها البيولوجي الغني كموقع جذب سياحي رئيسي. ولكن على الرغم من الإمكانات فقد تخلفت الفلبين في صناعة السياحة عن بعض جيرانها في جنوب شرق آسيا بسبب المشاكل السياسية والاجتماعية.
عمل في السياحة 5.7 مليون فلبيني في قطاع السياحة في عام 2019. كسبت الحكومة الفلبينية 227.62 مليار بيزو من السياحة في عام 2015، جاء حوالي 25٪ منها من بوراكاي. زار الدولة 5,360,682 زائرًا أجنبيًا في عام 2015 من خلال حملتها السياحية الناجحة إنها أكثر متعة في الفلبين. بلغ عدد الوافدين الأجانب ذروته في عام 2019 عند 8,260,913 سائح.

## اتجاه الاقتصاد الكلي
سجلت الفلبين معدلات نمو عالية للناتج المحلي الإجمالي، وصلت إلى 6.8٪ في 2012 و 7.2٪ في 2013، وكانت أعلى معدلات نمو في آسيا للربعين الأولين من عام 2013.
يوضح الجدول أدناه اتجاهات الناتج المحلي الإجمالي الفلبيني من بيانات مأخوذة من صندوق النقد الدولي.
| السنة | النمو    | الناتج المحلي الإجمالي الاسمي | الناتج المحلي الإجمالي الاسمي | الناتج المحلي الإجمالي الاسمي | الناتج المحلي الإجمالي تعادل القدرة الشرائية | الناتج المحلي الإجمالي تعادل القدرة الشرائية | سعر صرف الدولار مع البيسو |
| السنة | النمو    | (ملايين البيسو الفلبيني)      | (ملايين الدولار الأمريكي)     | نصيب الفرد (الدولار الأمريكي) | (ملايين الدولار الأمريكي)                    | نصيب الفرد (الدولار الأمريكي)                | سعر صرف الدولار مع البيسو |
| ----- | -------- | ----------------------------- | ----------------------------- | ----------------------------- | -------------------------------------------- | -------------------------------------------- | ------------------------- |
| 2021  | 5.60% ▲  | 19,390 ▲                      | 393.7 ▲                       | 3,579 ▲                       | 994.6 ▲                                      | 9,043 ▲                                      | 49.25                     |
| 2020  | −9.50% ▼ | 17,937.6 ▼                    | 361.5 ▼                       | 3,298 ▼                       | 919.2 ▼                                      | 8,389 ▼                                      | 49.62                     |
| 2019  | 6.00% ▼  | 19,514.4 ▲                    | 376.8 ▲                       | 3,485 ▲                       | 1,005 ▲                                      | 9,295 ▲                                      | 51.79                     |
| 2018  | 6.30% ▼  | 18,262.4 ▲                    | 346.8 ▲                       | 3,251 ▲                       | 930.0 ▲                                      | 8,720 ▲                                      | 52.66                     |
| 2017  | 6.70% ▼  | 15,556.4 ▲                    | 328.5 ▲                       | 3,123 ▲                       | 854.0 ▲                                      | 8,120 ▲                                      | 50.40                     |
| 2016  | 6.90% ▲  | 15,133.5 ▲                    | 318.6 ▲                       | 3,073 ▲                       | 798.6 ▲                                      | 7,703 ▲                                      | 47.50                     |
| 2015  | 5.80% ▼  | 13,307.3 ▲                    | 292.4 ▲                       | 2,863 ▲                       | 741.0 ▲                                      | 6,547 ▼                                      | 45.50                     |
| 2014  | 6.10% ▼  | 12,645.3 ▲                    | 284.8 ▲                       | 2,844 ▲                       | 642.8 ▲                                      | 6,924 ▲                                      | 44.40                     |
| 2013  | 7.20% ▲  | 11,546.1 ▲                    | 272.2 ▲                       | 2,792 ▲                       | 454.3 ▲                                      | 4,660 ▲                                      | 42.45                     |
| 2012  | 6.80% ▲  | 10,564.9 ▲                    | 250.2 ▲                       | 2,611 ▲                       | 419.6 ▲                                      | 4,380 ▲                                      | 42.21                     |
| 2011  | 3.60% ▼  | 9,706.3 ▲                     | 224.1 ▲                       | 2,379 ▲                       | 386.1 ▲                                      | 4,098 ▲                                      | 43.29                     |
| 2010  | 7.63% ▲  | 9,003.5 ▲                     | 199.6 ▲                       | 2,155 ▲                       | 365.3 ▲                                      | 3,945 ▲                                      | 45.09                     |
| 2009  | 1.15% ▼  | 8,026.1 ▲                     | 168.5 ▼                       | 1,851 ▼                       | 335.4 ▲                                      | 3,685 ▲                                      | 47.58                     |
| 2008  | 4.15% ▼  | 7,720.9 ▲                     | 173.6 ▲                       | 1,919 ▲                       | 329.0 ▲                                      | 3,636 ▲                                      | 44.47                     |
| 2007  | 7.12% ▲  | 6,892.7 ▲                     | 149.4 ▲                       | 1,684 ▲                       | 309.9 ▲                                      | 3,493 ▲                                      | 46.07                     |
| 2006  | 5.24% ▲  | 6,271.2 ▲                     | 122.2 ▲                       | 1,405 ▲                       | 283.5 ▲                                      | 3,255 ▲                                      | 51.29                     |
| 2005  | 4.78% ▼  | 5,677.8 ▲                     | 103.1 ▲                       | 1,209 ▲                       | 261.0 ▲                                      | 3,061 ▲                                      | 55.06                     |
| 2004  | 6.70% ▲  | 5,120.4 ▲                     | 91.4 ▲                        | 1,093 ▲                       | 242.7 ▲                                      | 2,905 ▲                                      | 56.09                     |
| 2003  | 4.97% ▲  | 4,548.1 ▲                     | 83.9 ▲                        | 1,025 ▲                       | 222.7 ▲                                      | 2,720 ▲                                      | 54.32                     |
| 2002  | 3.65% ▲  | 4,198.3 ▲                     | 81.4 ▲                        | 1,014 ▲                       | 207.8 ▲                                      | 2,591 ▲                                      | 51.60                     |
| 2001  | 2.89% ▼  | 3,888.8 ▲                     | 76.3 ▼                        | 971 ▼                         | 197.3 ▲                                      | 2,511 ▲                                      | 51.20                     |
| 2000  | 4.41% ▲  | 3,580.7 ▲                     | 81.0 ▼                        | 1,053 ▼                       | 187.5 ▲                                      | 2,437 ▲                                      | 46.44                     |
| 1999  | 3.08% ▲  | 3,244.2 ▲                     | 83.0 ▲                        | 1,110 ▲                       | 175.8 ▲                                      | 2,352 ▲                                      | 42.85                     |
| 1998  | −0.58% ▼ | 2,952.8 ▲                     | 73.8 ▼                        | 1,009 ▼                       | 168.1 ▲                                      | 2,297 ▼                                      | 40.34                     |
| 1997  | 5.19% ▼  | 2,688.7 ▲                     | 92.8 ▼                        | 1,297 ▼                       | 167.1 ▲                                      | 2,336 ▲                                      | 32.59                     |
| 1996  | 5.85% ▲  | 2,406.4 ▲                     | 93.5 ▲                        | 1,336 ▲                       | 156.1 ▲                                      | 2,232 ▲                                      | 27.15                     |
| 1995  | 4.68% ▲  | 2,111.7 ▲                     | 83.7 ▲                        | 1,224 ▲                       | 144.8 ▲                                      | 2,118 ▲                                      | 24.20                     |
| 1994  | 4.39% ▲  | 1,875.7 ▲                     | 71.0 ▲                        | 1,052 ▲                       | 135.5 ▲                                      | 2,007 ▲                                      | 24.84                     |
| 1993  | 2.12% ▲  | 1,633.6 ▲                     | 60.2 ▲                        | 914 ▲                         | 127.1 ▲                                      | 1,929 ▲                                      | 28.05                     |
| 1992  | 0.34% ▲  | 1,497.5 ▲                     | 58.7 ▲                        | 912 ▲                         | 121.8 ▲                                      | 1,891 ▲                                      | 26.44                     |
| 1991  | −0.49% ▼ | 1,379.9 ▲                     | 50.2 ▲                        | 797 ▲                         | 118.6 ▲                                      | 1,882 ▲                                      | 27.61                     |
| 1990  | 3.04% ▼  | 1,190.5 ▲                     | 48.9 ▲                        | 796 ▲                         | 115.2 ▲                                      | 1,873 ▲                                      | 22.90                     |
| 1989  | 6.21% ▼  | 1,025.3 ▲                     | 47.3 ▲                        | 786 ▲                         | 107.6 ▲                                      | 1,791 ▲                                      | 23.03                     |
| 1988  | 6.75% ▲  | 885.5 ▲                       | 42.0 ▲                        | 715 ▲                         | 97.6 ▲                                       | 1,663 ▲                                      | 23.26                     |
| 1987  | 4.31% ▲  | 756.5 ▲                       | 36.8 ▲                        | 641 ▲                         | 88.4 ▲                                       | 1,540 ▲                                      | 19.07                     |
| 1986  | 3.42% ▲  | 674.6 ▲                       | 33.1 ▼                        | 591 ▼                         | 82.4 ▲                                       | 1,471 ▲                                      | 18.42                     |
| 1985  | −7.30% ▲ | 633.6 ▲                       | 34.1 ▼                        | 623 ▼                         | 77.9 ▼                                       | 1,426 ▼                                      | 17.40                     |
| 1984  | −7.31% ▼ | 581.1 ▲                       | 34.8 ▼                        | 652 ▼                         | 81.6 ▼                                       | 1,530 ▼                                      | 17.61                     |
| 1983  | 1.88% ▼  | 408.9 ▲                       | 36.8 ▼                        | 707 ▼                         | 84.9 ▲                                       | 1,630 ▲                                      | 12.11                     |
| 1982  | 3.62% ▲  | 351.4 ▲                       | 41.1 ▲                        | 810 ▲                         | 80.1 ▲                                       | 1,578 ▲                                      | 9.47                      |
| 1981  | 3.42% ▼  | 312.0 ▲                       | 39.5 ▲                        | 797 ▲                         | 72.9 ▲                                       | 1,471 ▲                                      | 9.32                      |
| 1980  | 5.15% ▼  | 270.1 ▲                       | 35.9 ▲                        | 744 ▲                         | 64.4 ▲                                       | 1,334 ▲                                      | 7.78                      |
| 1979  | 5.60% ▲  |                               |                               |                               |                                              |                                              |                           |
| 1978  | 5.20% ▼  |                               |                               |                               |                                              |                                              |                           |
| 1977  | 5.60% ▼  |                               |                               |                               |                                              |                                              |                           |
| 1976  | 8.00% ▲  |                               |                               |                               |                                              |                                              |                           |
| 1975  | 6.40% ▲  |                               |                               |                               |                                              |                                              |                           |
| 1974  | 5.00% ▼  |                               |                               |                               |                                              |                                              |                           |
| 1973  | 9.20% ▲  |                               |                               |                               |                                              |                                              |                           |
| 1972  | 4.80% ▼  |                               |                               |                               |                                              |                                              |                           |
| 1971  | 4.90% ▲  |                               |                               |                               |                                              |                                              |                           |
| 1970  | 4.60% ▲  |                               |                               |                               |                                              |                                              |                           |